# Helespontska Frigija
Helespontska Frigija (starogrško Ἑλλησποντιακὴ Φρυγία, romanizirano Hellēspontiakē Phrygia) ali Mala Frigija (starogrško μικρᾶ Φρυγία, romanizirano mikra Phrygia) je bila perzijska satrapija (provinca) v severozahodni Anatoliji jugovzhodno od Helesponta (Marmarsko morje). Glavno mesto province je bil Daskileon. Večino obstoja satrapije je v njej vladala dedna perzijska dinastija Farnakidov. Helespontska Frigija je skupaj z Veliko Frigijo tvorila širšo regijo Frigijo.

## Zgodovina
Satrapija je bila ustanovljena v začetku 5. stoletja pr. n. št. v času ahemenidskih upravnih reorganizacij ozemelj v zahodni Anatoliji.
Prvi ahemenidski satrap Helespontske Frigije je bil Mitrobat (ok. 525–522 pr. n. št.), ki ga je imenoval Kir Veliki. Na tem položaju je ostal tudi  pod Kambizom II. Ko so Mitrobata ubili, je njegovo ozemlje prevzel Oroet, satrap sosednje Lidije.  
Okoli leta 479 pr. n. št. je satrap postal Artabaz, ustanovitelj dinastije Farnakidov. Dinastija je v Helespontski Frigiji vladala do osvojitve Aleksandra Velikega leta 338 pr. n. št.
Po Aleksandrovi osvojitvi Ahemenidskega cesarstva je leta 334 pr. n. št. za vladarja Helespontske Frigije imenoval svojega generala Kalasa. Kalas, ki je bil prvi neahemenidski vladar province, je prejel perzijski naziv satrap in ne makedonskega. Po Aleksandrovem naročilu je od svojih podložnikov pobiral enak davek kot pred njim Darej III. Po Aleksandrovi smrti leta 323 pr. n. št. je satrapijo prejel Leonat, ki je bil ubit v lamijski vojni. Regijo je zavzel Lizimah in jo po bitki pri Korupediju (281 pr. n. št.) priključil k Selevkidskemu cesarstvu. Nazadnje je bila vključena v Bitinjsko kraljestvo.

## Satrapi Helespontske Frigije

### Ahemenidski satrapi
- Mitrobat (ok. 520 pr. n. št.)
- Megabaz (ok.500 pr. n. št.)
- Oebar II. (ok. 493 pr. n. št.)
- Artabaz I. - 477 – 455 (?) pr. n. št.
- Farnabaz I. - 455 (?) - pred 430 pr. n. št.
- Farnak II. - pred 430 - po 422 pr. n. št.
- Farnabaz II. - pred 413 - 387 pr. n. št.
- Ariobarzan -  387 - 363/362 pr. n. št.
- Artabaz II. -  363/362 - 353 pr. n. št.
- Arsites -  353 - 334 pr. n. št.

### Aleksandrovi satrapi
- Kalas -  334-323
- Leonat - 323 - 321